# Gige
Gige is een plaats (község) en gemeente in het Hongaarse comitaat Somogy. Gige telt 363 inwoners (2001).